# Foster and Partners

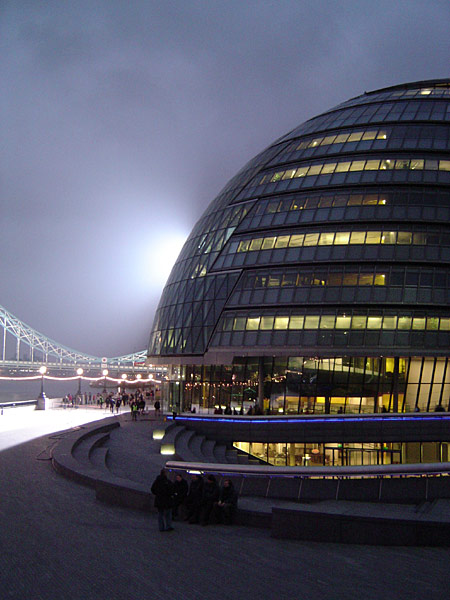
Edificio City Hall en Londres.

Foster and Partners (también escrito como Foster + Partners) es una firma de arquitectura con presencia internacional y sede en Londres, Reino Unido. Fundada por Norman Foster en 1967 bajo el nombre Foster Associates, en 1990 adoptó el definitivo y actual nombre.
Además del diseño arquitectónico, la práctica de la firma abarca también la ingeniería y el diseño industrial. En 2021 contaba con 1.500 empleados y 13 estudios satélite repartidos por todo el mundo en ciudades como Nueva York, Hong Kong, Sídney, Dubái, Singapur y Madrid.Recibió el Premio Stirling en 1998, 2004 y 2018.
Sus edificios destacan por sus altas estructuras metálicas, cediendo todo el protagonismo a dicho material y los cristales.

## Obras destacadas
- 1978, Sainsbury Centre for Visual Arts en la Universidad de East Anglia, Norwich (Reino Unido)
- 1986, Torre HSBC (Hong Kong)
- 1991, Edificio de la Terminal del Aeropuerto de Londres-Stansted (Reino Unido)
- 1992, Torre de Collserola, Barcelona (España).
- 1995, Facultad de Derecho de Cambridge (Reino Unido)
- 1995, Metro de Bilbao y Línea 2 en 2004 (España)
- 1997, Museo Imperial de Guerra de Duxford (Reino Unido) - Obra ganadora del galardón Stirling
- 1997, Auditorio Clyde del Scottish Exhibition and Conference Centre en Glasgow (Reino Unido)
- 1997, Torre Commerzbank en Fráncfort (Alemania)
- 1998, Aeropuerto Internacional de Hong Kong
- 1999, Canary Wharf tube station en Londres (Reino Unido)
- 1999, reconstrucción del Reichstag en Berlín (Alemania)
- 2000, el Gran Atrio de Isabel II del Museo Británico (Reino Unido)
- 2002, Ayuntamiento de Londres (Reino Unido)
- 2001, 30 St Mary Axe (the Gherkin-el pepino) en Londres — Obra ganadora del galardón Stirling
- 2004, Viaducto de Millau, el puente más alto del mundo (Francia)
- 2004, The Sage Gateshead (Reino Unido)
- 2007, Reconstrucción del Estadio Nuevo Wembley (Reino Unido)
- 2008, Centro de entretenimiento Jan Shatyr (Kazajistán)
- 2009, Remodelación del Camp Nou (España)
- 2015, 50 United Nations Plaza en Nueva York (Estados Unidos)
- 2020, Avenida Córdoba 120 en Buenos Aires (Argentina)
- 2020, Sede de RMC en Ekaterimburgo (Rusia)[4][5]
- 2021, 270 Park Avenue en Nueva York (Estados Unidos)